# Vojislav
Vojislav, na crnogor. ćiril. Војислав, također se spominje i kao Stefan Vojislav i Dobroslav i Vojislav Dukljanin, grč.  Βοϊσθλάβος ὁ Διοκλητιανός, dukljanski knez, sredinom 11. st. utemeljitelj je prve crnogorske povijesne dinastije Vojislavljevića.

### Ime i porijeklo
Ljetopis popa Dukljanina spominje Vojislava i pod imenom Dobroslav. 
Crnogorska historiografija je utvrdila kao vjerojatno da mu je Sveti Vladimir bio stric ili rođak.

### Odnosi s Bizantom
Kao bizantski vazal ustoličen je za dukljanskoga kneza oko 1018. godine. 
1035. se nakratko osamostalio, no već je 1036. Duklja opet bila bizantskom provincijom, a Vojsilava su odveli u Carigrad. 
Odatle uspijeva pobjeći u Duklju gdje podiže ustanak, s Dukljanima napadajući Srbe i Tribale. 
Bizantski kroničar Ivan Skilica (Ιωάννης Σκυλίτζης) o tome izvješćuje:
K tomu, bizantski brod, koji je vjerojatno polovio iz južne Italije za Solun, zahvaćen burom bacila na dukljansku obalu. To zlato – spominje se u izvorima 15 kentenara – Vojislav je uzeo za sebe, unatoč tome što je pripadalo caru Bizanta osobno.
Uslijedio je bizantski vojni odgovor, no Vojislav je 1040. potukao bizantsku vojsku u Crmnici koju je predvodio  Evnuh Georgije Provat.
Poraz je još više razljutio Carigrad, pa je poslata mnogo veća vojska, pod vođstvom Kursilija. 
Pomagao je Vojislav i ustanike oko Drača, pa je Bizant poduzeo još jedan – veći pohod na Duklju. 
Odlučujuća sukob između Bizantinaca i Dukljana predvođenih Vojislavom bila je Bitka kod Bara od 6./7. listopada 1042. – na obroncima planine Rumija, na lokaciji sela Tuđemil.

### Bitka kod Bara
U ranu jesen 1042. Bizantici su u svoju ekspediciju pokoravanja Dukljana uključili vazale, iz Zahumlja Srbina Ljutovida, koji je imao titulu stratega Srbije, te župane Raške i Bosne i njihove postrojbe.
Kursilije je forsirao rijeku Bojanu, te se ulogorio kod Bara, gdje se nalazio i Vojislavov dvor Prapratna. 
Prema bizantskom operacijskom planu, on je tu trebao sačekati raško-bosansko-humsku vojsku koja je trebala prodrijeti u Duklju dolinama Zete i Morače, kako bi zajedno napali glavninu dukljanske vojske koja se koncentrirala na prostoru Crmnice između Bara i Skadarskoga jezera.
Bizantski izvori govore da je Kursilije prema Crmnici koncentrirao "40.000 bojovnika", a njihov nepouzdani kroničar Ivan Skilica čak "60.000 bojovnika", što je vjerojatno pretjerivanje. U svakom slučaju, nema sumnje da je bizantska vojska bila iznimno jaka. Dukljani su bili malobrojniji. 
Vojislav je, skupa sa svojim sinovima, organizirao posjedanje bojišnice 6. listopada 1042. tijekom kojeg je nebom protutnjao komet što se kao loš signal dojmilo na bizantsku vojsku.
U ponoć 6./7. listopada 1042. Dukljani su poduzeli napad po logorima bizantske vojske uz strahovitu vrisku i uz zvukove truba i rogova, što je paraliziralo Bizantice. Bez obzira na malo vjerojatne cifre o desetinama tisuća pobijenih Bizantinaca, nema sumnje da je, kod Bara, bizantska vojska bila masakrirana.
Istodobno je Gojislav, sin kneza Vojislava, na Klobuku (kod suvremenog Nikšića) predvodio dukljanske postrojbe i pobijedio kombiniranu raško-bosansko-humsku vojsku koja se kod Bara trebala spojiti s bizantskom.
Bizantski zapovjednik Kursilije je teško ranjen, no uspio je pobijeći. Dukljani su nastavili goniti bizantske postrojbe sve do rijeke Drima (u suvremenoj Albaniji).

### Dukljanska nezavisnost
Bizantska vlast bila je trajno zbačena i Duklja je postala neovisnom. Teritorijalno se proširila na oblast Drača (Albanija), do rijeke Vojuše, te ovladala na zapadu Travunjom. 
Vojislav je u tome razdoblju, istisnuvši dotadašnjeg arhonta Srba bizantskog vladara Teofila Erotika, ovladao i dijelom srpskih teritorija pa ga bizantski izvori otada i tako tituliraju. 

### Opis suvremenika
Bizantski kroničar Kekvamen opisuje Vojislava kao lukavog barbarina: 

### Supruga
Neda, nećaka bugarskoga cara Samuila, bila je žena kneza Vojislava. Jakov Lukarić, dubrovački kroničar, u svom spisu Obilni izvodi iz dubrovačkih anala iz 1605. godine navodi da je to Vojislavu navodno bio drugi brak.
Tvrdi i da Neda po udaji dobila latinsko polučila ime Dominika. 
Pretpostavka je da je Neda udajom za Vojislava morala primiti latinsko krštenje, koje je u to vrijeme bilo dominantno u Duklji.

### Sinovi
Vojislav i Neda imali su pet sinova: Gojislava, Radoslava, Mihaila, Saganeka i Predimira.

### Smrt
Vojislav je umro 1043. Sahranjen jeu dvorskoj kapeli Svetoga Andrije u Prapratni, na prostoru između Bara i Ulcinja). 

### Nasljednici
Nakon smrti, kao suvladarka, naslijedila ga je njegova žena Neda.
Nju je, nakon njezine smrti vjerojatno 1045. godine,  vjerojatno nakon jakih unutarnjih sukoba u borbi za vlast, naslijedio sin Mihailo.

## Vanjske poveznice
- Dr Fran Milobar: Dukljansko kraljevstvo, Sarajevo, 1900.g. (odlomak)